# 牡丹平家譚

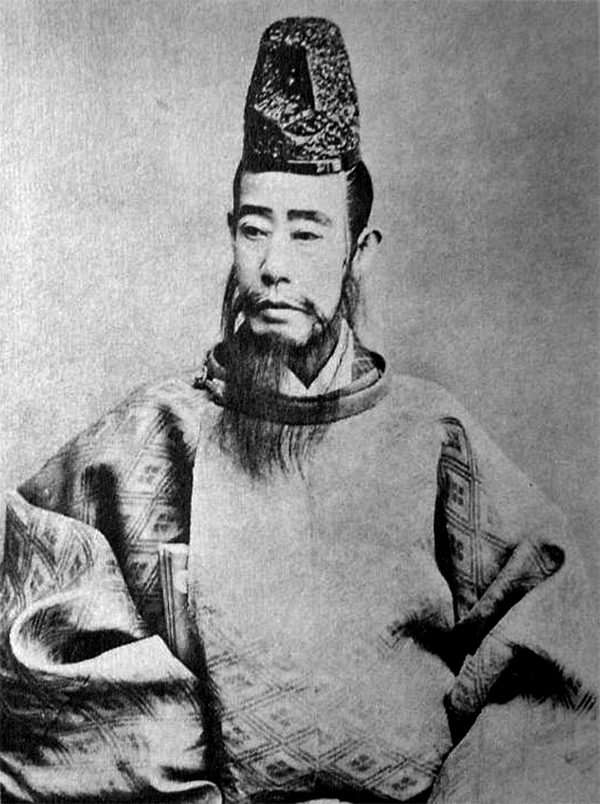
『重盛諫言』　九代目市川團十郎の小松内府重盛。掛け緒を用いない黒の立烏帽子に三重襷紋の直衣、顔には髭を蓄えたいわゆる活歴物の拵えである。

『牡丹平家譚』（なとりぐさへいけものがたり）とは、歌舞伎の演目のひとつ。全三幕。明治9年（1876年）5月、東京中村座初演。二代目河竹新七作。通称『重盛諫言』（しげもりかんげん）。新歌舞伎十八番のひとつ。

## あらすじ

### 序幕
（鹿ヶ谷山荘会議の場）桜の花盛り、法住寺の執行俊寛僧都は人々を自らが所有する山荘に集め、白拍子の扇蝶に舞を舞わせて酒宴を開いていたが、じつはこれは、横暴を極める平家打倒のはかりごとをめぐらす集まりであった。同心する新大納言成親や西光法師は、俊寛と共にかねて用意の連判状に血判するが、同席していた多田蔵人行綱はなかなか血判しようとはせず、その場を逃れてしまう。その様子を見た俊寛は、行綱の裏切りを予感する。

### 二幕目
（西八条館の場）はたして行綱は俊寛たちを裏切り、福原の御所に行き今は剃髪して浄海と名乗る平清盛に事の次第を訴え出る。これを聞いた清盛はすぐさま都へと上り、西八条の自邸に入ると家来たちに俊寛たちを捕らえるよう下知した。やがて西光が縛られて連れて来られ、厳しい拷問をうける。さらに西光は清盛から直接取調べを受けるが、西光は清盛の若い頃を引き合いに出して散々に罵るので、清盛は怒って自ら西光を責めさいなんだ。清盛の息子平重盛の妻千歳の前は成親の実の妹であったが、兄の成親が西光のような拷問を受けることをおそれ、舅清盛へのとりなしをしてもらおうと夫重盛のもとへと走る。
（重盛諫言の場）事すでにあらわれたとは知らず成親は、清盛に呼ばれて西八条の館に来るが、そこには清盛やその息子の右大将宗盛をはじめとする平家の一門郎党が、鎧を着用して待ち構えていた。清盛は身内でありながら平家を裏切った成親を厳しく問い詰め、ついにはその衣冠も剥ぎ取って、家来たちに鞭で打たせる。西光もついに首を討たれた。清盛はさらに、この企てには俊寛たちが仕える後白河院も加わっているとし、院の御所に軍勢を差し向け攻め寄せるつもりであったが、その前にと清盛は成親の首を討とうとする。だがそこにあらわれたのは、烏帽子直衣姿の小松内府重盛であった。
重盛は成親の戒めを解かせ、休息させるよう家来たちに言いつける。清盛はこれより院の御所に軍勢をもって攻め寄せ、院の身柄を拘束する由を重盛に伝えるが、それを聞くと重盛は涙を流し、平家がかくまで栄えたのも朝廷のおかげであり、それを思って臣下の道を守るべきであると諌め、さらにどうしても院を攻めたければ、自分の首をはねるよう清盛に申し出た。だがなおも清盛は、重盛の諌めを聞き入れず院の御所へと向おうとするので、重盛はその場にいた一族郎党に、朝敵になりたくなければ院の御所の警備に向えと言い渡す。その言葉に皆はひれ伏し、院の警護のため殆どがその場を去る。さらに重盛は自らがほかに軍勢を集めていると言い、最後には重盛をして清盛を謹慎させよという後白河院の院宣を取り出して見せた。これにはさすがの清盛も言葉なく、院を追及することをあきらめざるを得なかった。重盛は父清盛が院の御所へ攻め行くのを取りやめたことに安堵し、ひとまず自らの館へと帰るのであった。

### 大詰
（鬼界ヶ島の場）俊寛と、同じく一味した成親の息子である丹波少将成経、そして平判官康頼の三人は西光同様斬罪となるところ、重盛のとりなしにより一命は助かったが、都からははるか離れた九州の、鬼界ヶ島へと流された。そして一年近くが過ぎた。
この島は流刑地により本土からの船の行き来が限られており、米も採れず口に出来るものといえば海藻か魚のみ、そして俊寛たちの姿も時が立つに連れてそぼろとなっていた。特に俊寛は体が弱り、杖にすがりながらでないと歩行もままならぬ有様であった。しかしこの島の長である四郎太夫は俊寛たちのことを憐れみ、麦で作った粥や薪などを与え、その暮らしを助けていたのである。そんななかでの俊寛の慰めは、四郎太夫のせがれ太郎が、俊寛に字を習い覚えに来ることであった。俊寛は小枝を筆に、浜の砂辺を紙代わりにして字を教える。そこへほかの島民が俊寛に嫌がらせをしに来るが、四郎太夫がやってきて島民たちを追い払い、太郎と共にひとまず帰った。
成経と康頼が俊寛のところにやってきて、昔のことを思い出しながら三人は話をする。と、法螺の音が聞えてきた。何事かと沖を見ると、幕を張った大船がこちらに向ってくる。それは赦免の船であった。四郎太夫と太郎も駆けつけ、俊寛ら三人は都への帰還を喜ぶが、太郎は俊寛との別れを悲しむ。その様子を見て俊寛も憐れみ、都へ帰ったら太郎に筆と紙を送ってやろうと約束した。
だが、使者として鬼界ヶ島に来た丹左衛門尉基康の知らせは、俊寛の期待を裏切るものであった。都へ帰るのを赦されたのは成経と康頼のふたりだけで、俊寛には何の沙汰も無かったのである。絶望する俊寛。成経と康頼はあまりの不憫さに、自分たちもこのまま島に残ろうと言い出すが、俊寛や四郎太夫にまずは都へ帰るべきと諭される。結局成経と康頼は、都へ帰ったら必ず俊寛が赦免されるよう重盛公に嘆願すると約束して島を立つことになった。
そこへ、風向きが変わったのですぐさま出立するよう船頭が丹左衛門にいうので、人々は急ぎ船に乗り込む。俊寛は太郎にすがりつつも何とか成経と康頼を見送り、船は港から離れていった。俊寛は、所持する守り袋の観音像を成経と康頼に渡すのを忘れていたのでそれを悔やむが、いま船を出して追いかければ間に合うと、四郎太夫と太郎は観音像を持って船を追いかけてゆく。独りになった俊寛は、次第に遠のく赦免船をいつまでも見つめているのだった。

## 解説
外題名を見てもわかるように『平家物語』から題材をとったものであり、筋もおおむねそれに沿って脚色されているが、白拍子の舞や重盛の妻千歳の前なども出して舞台に花を添えている。人物の扮装や道具も史実のものに近づけた、いわゆる活歴物のひとつである。初演の時の辻番付には「新歌舞伎十八番　重盛諫言　役者團十郎」と記されており、九代目團十郎のせりふ術を駆使した重盛諫言の場面が評判を取った。「鬼界ヶ島の場」は『平家女護島』と同工異曲ではあるが、これも当時は重盛よりも評判がよかったという。成親役の五代目中村鶴助も当時大阪から東京へと来たものの人気はいまひとつだったのが、この成親は大出来と評がよかったと伝わる。その後も團十郎は二度この芝居を演じたが、再演のときは團十郎が西光と重盛を、浄海こと清盛は初代市川左團次が演じ、これも好評を得た。九代目没後は五代目中村歌右衛門が重盛を当り役として演じたあと、その上演は絶え現在に至っている。九代目團十郎の技芸によるところが大きい演目であったといえよう。

## 初演の時の主な役割
- 俊寛僧都・小松内府重盛（二役）…九代目市川團十郎
- 重盛御台千歳の前…八代目岩井半四郎
- 入道浄海こと平清盛・島長四郎太夫（二役）…三代目中村仲蔵
- 右大将宗盛・丹波少将成経（二役）…三代目片岡我童
- 新大納言成親…五代目中村鶴助
- 西光・平判官康頼（二役）…初代中村時蔵
- 白拍子扇蝶…二代目坂東しうか
- 多田蔵人行綱・丹左衛門尉基康（二役）…市川姉蔵
- 四郎太夫せがれ太郎…五代目市川新蔵